# بيير غرينير
بيير غرينير هو سياسي كندي، ولد في 11 يونيو 1837 في تروا ريفيير في كندا، وتوفي في 23 ديسمبر 1903 في Saint-Maurice, Quebec ‏ في كندا. نشط حزبياً في Conservative Party of Quebec (historical) ‏. وقد انتخب عضو الجمعية الوطنية في كيبك ‏.